# Quedius nemoralis
Quedius nemoralis är en skalbaggsart som beskrevs av Baudi 1848. Quedius nemoralis ingår i släktet Quedius, och familjen kortvingar. Arten är reproducerande i Sverige.